# Kotlarnia

Kotlarnia (tyska: Jakobswalde) är en by i Opole vojvodskap i södra Polen. Orten, som är belägen i den historiska regionen Schlesien,  tillhörde Tyskland fram till 1945, då den erhöll sitt nuvarande polska namn. Invånartalet är 743 (2006).
I Jakobswalde föddes den tyske arkitekten Ernst Friedrich Zwirner, främst känd för sitt arbete med Kölnerdomen.